# 陈宝光妻
陈宝光妻（？—？），中国西汉巨鹿郡人陈宝光的妻子，名不详，善于织绫。
她创制的提花机，每条经线都有一个脚踏的蹑，一共120条经线、120个蹑。汉昭帝年间，她为大将军霍光织25匹散花绫，60天才完成一匹，非常精美。